# Mieloperoxidasa
La mieloperoxidasa, en anglès: Myeloperoxidase (MPO), és un enzim peroxidasa que en els humans és codificat pels gen MPO al cromosoma 17. El MPO s'expressa principalment en granulòcits neutròfils i produeix àcids hipohalins per a portar a terme la seva activitat antimicrobiana. És una proteïna lisosomal emmagatzemada en grànuls azuròfils del neutrofil i alliberat dins l'espai extracel·lular durant la desgranulació. El MPO té un pigment heme, que causa el seu color verd en les secrecions riques en neutròfils, com és la pus i algunes de les formes de moc.

## Estructura
És una proteïna MPO de 150-kDa.Té cadenes pesants i cadenes lleugeres Les cadenes lleugeres estan glicosilades i contenen ferro protoporfirina IX en el lloc actiu. Juntes, les cadenes pesants i lleugeres formen dos monòmers idèntics de 73-kDa connectats per un pont de cistina al Cys153.

## Funció
El MPO és un membre de la subfamília XPO de peroxidases i produeix àcid hipoclorós (HOCl) a partir del peròxid d'hidrogen (H₂O₂) i anió clor (Cl−) durant la respiració del neutròfils. L'àcid hipoclorós i el radical tirosil són citotòxics, per tant els fan servir els neutròfils per a matar bacteris i altres patògens. Tanmateix, l'àcid hipoclorós pot causar dany oxidatiu en el teixit hoste i encara més, l'oxidació del MPO de l'apoA-I redueix la inhibició de l'apoptosi i la inflamació.

## Significació clínica
La deficiència de mieloperoxidasa és una deficiència hereditària d'un enzim, que predisposa a la deficiència immunitària.
Els anticossos contra MPO han estat implicats en diversos tipus de vasculitis, i EGPA, o síndrome de Churg–Strauss).

### Ús mèdic
un estudi inicial de 2003 suggerí que el MPO podia servir com predictor sensible de l'infart de miocardi en alguns pacients.
La tinció amb mieloperoxidasa es fa servir en la diagnosi de leucèmia mieloide aguda i del sarcoma mieloide.
La mieloperoxidasa és l'únic enzim conegut capaç de degradar els nanotubs de carboni dels teixits.

### Inhibidors de MPO
L'azida s'ha usat tradicionalment com inhibidor de MPO.